# Liga Națională de handbal feminin 2017-2018, promovare și retrogradare
Acest articol descrie fazele de promovare și retrogradare la finalul Ligii Naționale de handbal feminin 2017-2018.

## Format
În ediția 2017-2018, Liga Națională de handbal feminin s-a desfășurat doar cu tur și retur, fără Play-Off și Play-Out. La întrecere au participat 14 echipe. Echipele clasate pe ultimele două locuri la finalul competiției (13 și 14) au retrogradat direct, în timp ce echipele clasate pe locurile 11 și 12 au disputat un turneu de baraj împreună cu formațiile care au terminat sezonul pe locurile 2 și 3 în cele două serii ale Diviziei A. Regulamentul de desfășurare preciza că, la capătul turneului de baraj, primele două echipe clasate vor rămâne sau, după caz, vor promova în Liga Națională. Echipele care au retrogradat direct, Rapid USL București și HCM Slobozia, au fost decise în urma înfrângerilor din data de 12 mai 2018, din etapa a XXV-a, punctele acumulate până în acel moment nefiindu-le suficiente pentru a rămâne în Liga Națională indiferent de rezultatele din partidele rămase de jucat.
Ca și în edițiile anterioare, echipele clasate pe locul 1 în cele două serii ale Diviziei A au promovat direct în Liga Națională. Cele două echipe au fost SCM Gloria Buzău, câștigătoarea Seriei A, respectiv CS Minaur Baia Mare, câștigătoarea Seriei B. 

## Echipele

### Echipe care au participat la baraj
| Echipa                | Competiția din care a provenit | Locul obținut în acea competiție | Data deciderii participării la baraj |
| --------------------- | ------------------------------ | -------------------------------- | ------------------------------------ |
| CSM Slatina           | Liga Națională                 | 11                               | 19 mai 2018                          |
| CSU Danubius Galați   | Liga Națională                 | 12                               | 12 mai 2018                          |
| CSU Neptun Constanța  | Divizia A                      | 2 în Seria A                     | 28 aprilie 2018                      |
| CSU Știința București | Divizia A                      | 3 în Seria A                     | 27 aprilie 2018                      |
| SCM Timișoara         | Divizia A                      | 2 în Seria B                     |                                      |
| CS Dacia Mioveni 2012 | Divizia A                      | 3 în Seria B                     | 9 mai 2018                           |

## Partidele
Echipele care au luat parte la turneul de baraj au fost împărțite în două serii de câte trei. Tragerea la sorți pentru distribuția în serii a fost efectuată pe 21 mai 2017, de la ora 11:00, la sediul Federației Române de Handbal. Fiecare serie a conținut o echipă din Liga Națională, o echipă de pe locul 2 și una de pe locul 3 din Divizia A. Prima echipă din Liga Națională obligată să participe la baraj, CSU Danubius Galați, a fost decisă pe 12 mai 2018.
Meciurile s-au desfășurat în Sala Polivalentă „Măgura” din Cisnădie, în perioada 23-27 mai 2017. Programul complet al partidelor a fost publicat pe 21 mai 2018.
|  | Echipe rămase în Liga Națională                 |
|  | Echipe care au mai jucat un meci de departajare |
|  | Echipe rămase în Divizia A                      |

### Seria I
| Poz. | Echipa                | J | V | E | Î | GM | GP | DG   | P |
| ---- | --------------------- | - | - | - | - | -- | -- | ---- | - |
| 1    | CSM Slatina           | 2 | 2 | 0 | 0 | 68 | 49 | + 19 | 6 |
| 2    | CSU Neptun Constanța  | 2 | 1 | 0 | 1 | 47 | 61 | – 14 | 3 |
| 3    | CS Dacia Mioveni 2012 | 1 | 0 | 0 | 2 | 43 | 48 | – 5  | 0 |

| 24 mai 2017 16:00 | Neptun Constanța | 22 - 19 | Dacia Mioveni 2012 | Sala Polivalentă „Măgura”, Cisnădie Arbitri: Nacu, Rucoi |
| 24 mai 2017 16:00 | (13-12)          |         |                    | Sala Polivalentă „Măgura”, Cisnădie Arbitri: Nacu, Rucoi |
| 24 mai 2017 16:00 | Cronica          |         |                    | Sala Polivalentă „Măgura”, Cisnădie Arbitri: Nacu, Rucoi |

| 25 mai 2017 16:00 | CSM Slatina | 42 - 25 | Neptun Constanța | Sala Polivalentă „Măgura”, Cisnădie Arbitri: Ghiorghișor, State |
| 25 mai 2017 16:00 | (24-11)     |         |                  | Sala Polivalentă „Măgura”, Cisnădie Arbitri: Ghiorghișor, State |
| 25 mai 2017 16:00 | Cronica     |         |                  | Sala Polivalentă „Măgura”, Cisnădie Arbitri: Ghiorghișor, State |

| 26 mai 2017 16:00 | Dacia Mioveni 2012 | 24 - 26 | CSM Slatina | Sala Polivalentă „Măgura”, Cisnădie |
| 26 mai 2017 16:00 | (14-17)            |         |             | Sala Polivalentă „Măgura”, Cisnădie |
| 26 mai 2017 16:00 | Cronica            |         |             | Sala Polivalentă „Măgura”, Cisnădie |

### Seria a II-a
| Poz. | Echipa                | J | V | E | Î | GM | GP | DG   | P |
| ---- | --------------------- | - | - | - | - | -- | -- | ---- | - |
| 1    | CSU Danubius Galați   | 2 | 2 | 0 | 0 | 62 | 39 | + 23 | 6 |
| 2    | SCM Timișoara         | 2 | 1 | 0 | 1 | 47 | 44 | + 3  | 3 |
| 3    | CSU Știința București | 1 | 0 | 0 | 2 | 37 | 63 | – 26 | 0 |

| 24 mai 2017 18:00 | SCM Timișoara | 28 - 17 | Știința București | Sala Polivalentă „Măgura”, Cisnădie Arbitri: Ciobea, Dordea |
| 24 mai 2017 18:00 | (14-8)        |         |                   | Sala Polivalentă „Măgura”, Cisnădie Arbitri: Ciobea, Dordea |
| 24 mai 2017 18:00 | Cronica       |         |                   | Sala Polivalentă „Măgura”, Cisnădie Arbitri: Ciobea, Dordea |

| 25 mai 2017 18:00 | CSU Danubius Galați | 27 - 19 | SCM Timișoara | Sala Polivalentă „Măgura”, Cisnădie Arbitri: Badiu, Barbu |
| 25 mai 2017 18:00 | Livrinikj 8         | (14-9)  | Klimek 7      | Sala Polivalentă „Măgura”, Cisnădie Arbitri: Badiu, Barbu |
| 25 mai 2017 18:00 | 4× 1×               | Cronica | 2× 3×         | Sala Polivalentă „Măgura”, Cisnădie Arbitri: Badiu, Barbu |

| 26 mai 2017 18:00 | Știința București | 20 - 35 | CSU Danubius Galați | Sala Polivalentă „Măgura”, Cisnădie Arbitri: Gherman, Moldovan |
| 26 mai 2017 18:00 | (8-16)            |         |                     | Sala Polivalentă „Măgura”, Cisnădie Arbitri: Gherman, Moldovan |
| 26 mai 2017 18:00 | Cronica           |         |                     | Sala Polivalentă „Măgura”, Cisnădie Arbitri: Gherman, Moldovan |

### Meciuri de clasament
| 27 mai 2017 10:00 | CSU Neptun Constanța | 23 - 30 | SCM Timișoara | Sala Polivalentă „Măgura”, Cisnădie Arbitri: Drăgănescu, Eremia |
| 27 mai 2017 10:00 | (12-17)              |         |               | Sala Polivalentă „Măgura”, Cisnădie Arbitri: Drăgănescu, Eremia |
| 27 mai 2017 10:00 | Cronica              |         |               | Sala Polivalentă „Măgura”, Cisnădie Arbitri: Drăgănescu, Eremia |

| 27 mai 2017 12:00 | CS Dacia Mioveni 2012 | 20 - 27 | CSU Știința București | Sala Polivalentă „Măgura”, Cisnădie Arbitri: Gherman, Roman |
| 27 mai 2017 12:00 | (9-10)                |         |                       | Sala Polivalentă „Măgura”, Cisnădie Arbitri: Gherman, Roman |
| 27 mai 2017 12:00 | Cronica               |         |                       | Sala Polivalentă „Măgura”, Cisnădie Arbitri: Gherman, Roman |